# Журнал для всех (Санкт-Петербург)
«Журнал для всех» — ежемесячный иллюстрированный научно-популярный и литературный журнал; издавался в Санкт-Петербурге с 1895 по 1906 год.
Издатели: Д. А. Гепик, П. В. Голяховский, с конца 1898 — В. С. Миролюбов.
Редакторы: Д. А. Гепик, с 1898 — П. В. Голяховский, позднее 2-й редактор (до 1903) E. H. Тарновский.
С переходом к Миролюбову журнал привлёк к работе лучшие новые литературные силы — Антона Чехова, Максима Горького, Александра Куприна, Валерия Брюсова, Леонида Андреева, Викентия Вересаева, Евгения Чирикова, Константина Бальмонта, Александра Хаханова и многих других.
Критический отдел вели Евгений Соловьёв (в «Журнале для всех» подписывался как Мирский) и (с 1904) Александр Глинка (Волжский). В научном отделе принимали участие Александр Кизеветтер, Дмитрий Овсянико-Куликовский и другие. Чрезвычайно низкая цена (1 руб.), при значительном объёме и ценности издаваемого литературного материала, создали журналу огромный успех. В начале XX века журнал склонялся в сторону символизма и мистицизма.
Брошюровочные работы выполнял Иван Константинович Константинов.
В программу журнала входили не только лучшие рассказы русских и иностранных писателей, но и очерки «из мира наук», рассказы о путешествиях и жизни разных народов и стран, краткие жизнеописания замечательных людей прошлого и современности. Поэтому «Журнал для всех» печатал довольно много научно-популярных статей и по гуманитарным, и по естественным наукам.
Утверждая программу журнала для народа, Главное управление по делам печати не предполагало наличия в журнале публицистики, но «Журнал для всех» имел все традиционные публицистические отделы: «Политическое обозрение» помещало зарубежную информацию, «Внутренняя хроника» составлялась в обычном для толстого издания стиле, хроникальные материалы помещались в отделе «Из жизни народов в России и заграницей».
Периодическое печатное издание прекратилось в 1906 году на девятом номере после выхода статей о стачечном движении.

## «Новый журнал для всех»
«Новый журнал для всех» начал выходить в Санкт-Петербурге с 1908 года. Просуществовал до 1916 года.
«Новый журнал для всех» был литературно-художественным ежемесячным изданием, посвящённым современной литературе. Выходил с подзаголовком «Самый дешёвый, ежемесячный, доступный широкой массе читателей». В нём печатались А. А. Ахматова, К. Д. Бальмонт, А. А. Блок, Максим Горький, А. Грин, Н. С. Гумилёв и другие поэты и писатели.

## Цифровые копии журнала
- 8.1903, no.2-12 Hathitrust University of Illinois = Google Books = Internet Archive
- 9.1904, no.1 Hathitrust University of Illinois = Google Books = Internet Archive
- 10.1905, no.1-6 Hathitrust Pennsylvania State University = Google Books = Internet Archive